# Sâmbăta lui Lazăr

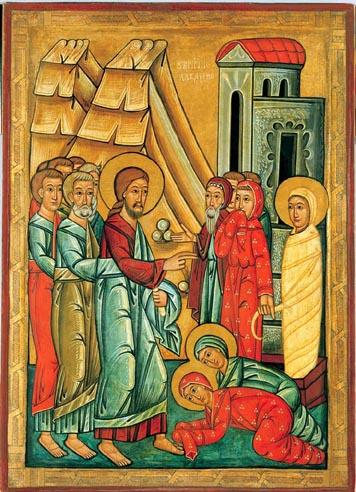
Icoana de Sâmbăta lui Lazăr. Isus este aproape de centru, cu Petru și Ioan în spatele lui. Lazăr este în partea dreaptă legat cu învelișuri funerare. Unul dintre privitori își acoperă nasul său, arătând că Lazăr a murit într-adevăr.

Sâmbăta lui Lazăr este ziua de dinaintea Duminicii Floriilor în bisericile care urmează ritul bizantin. Sărbătoarea celebrează învierea lui Lazăr din Betania, așa cum este relatată în Evanghelia lui Ioan (Ioan 11:1-45). 
Este prima zi a Săptămânii Mari în ritul bizantin.